# 르네상스 (밴드)
르네상스(Renaissance)는 영국의 프로그레시브 록 밴드이다. 야드버즈의 키스 렐프가 여동생 제인 렐프와 짐 매카티, 존 호큰, 루이 세나모와 함께 결성한 그룹이다. 키스 렐프가 공연 중 감전사를 당하여 멤버 교체가 이루어졌으며 초기부터 원년 오리지널 멤버는 남아있지 않다. 가장 오래 남은 멤버는 현재 보컬인 애니 해슬램이며, 기타리스트인 마이클 던포드는 아주 잠깐 탈퇴를 했었다.

## 멤버
| 년도                      | 여자 리드 보컬 | 남자 리드 보컬 | 기타          | 키보드                                   | 베이스          | 드럼 퍼커션      |
| ------------------------- | -------------- | -------------- | ------------- | ---------------------------------------- | --------------- | ---------------- |
| 1969~1970년               | 제인 렐프      | 키스 렐프      | 키스 렐프     | 존 호큰                                  | 루이스 세너모   | 짐 매카티        |
| 1970년 여름               | 제인 렐프      | 테리 크로우    | 마이클 던포드 | 존 호큰                                  | 닐 코너         | 테리 슬레이드    |
| 1970년 가을               | 빙키 콜럼      | 테리 크로우    | 마이클 던포드 | 존 토우트                                | 닐 코너         | 테리 슬레이드    |
| 1971년 1월                | 애니 해슬램    | 테리 크로우    | 마이클 던포드 | 존 토우트                                | 닐 코너         | 테리 슬레이드    |
| 1971년                    | 애니 해슬램    | 테리 크로우    | 마이클 던포드 | 존 토우트                                | 대니 맥컬로치   | 테리 슬레이드    |
| 1971년                    | 애니 해슬램    | 테리 크로우    | 마이클 던포드 | 존 토우트                                | 프랭크 패럴     | 테리 슬레이드    |
| 1971년 6월                | 애니 해슬램    | 테리 크로우    | 마이클 던포드 | 존 토우트                                | 존 웨튼         | 테리 슬레이드    |
| 1972                      | 애니 해슬램    | 존 캠프        | 믹 파슨스     | 존 토우트                                | 존 캠프         | 테런스 설리번    |
| 1972년                    | 애니 해슬램    | 존 캠프        | 롭 헨드리     | 존 토우트                                | 존 캠프         | 테런스 설리번    |
| 1973년                    | 애니 해슬램    | 존 캠프        | 피터 핀버그   | 존 토우트                                | 존 캠프         | 테런스 설리번    |
| 1973~1979년 클래식 라인업 | 애니 해슬램    | 존 캠프        | 마이클 던포드 | 존 토우트                                | 존 캠프         | 테런스 설리번    |
| 1981년                    | 애니 해슬램    | 존 캠프        | 마이클 던포드 | 피터 고슬링                              | 존 캠프         | 피터 배론        |
| 1983년                    | 애니 해슬램    | 존 캠프        | 마이클 던포드 | 믹 테일러                                | 존 캠프         | 게빈 해리슨      |
| 1984년                    | 애니 해슬램    | 존 캠프        | 마이클 던포드 | 라파엘 러드                              | 존 캠프         | 그레그 카터      |
| 1985년                    | 애니 해슬램    | —              | 마이클 던포드 | 라파엘 러드                              | 마크 람파리엘로 | 찰스 데스커피노  |
| 1998년                    | 애니 해슬램    | —              | 마이클 던포드 | 로이 우드                                | 테런스 설리번   |                  |
| 1998년                    | 애니 해슬램    | —              | 마이클 던포드 | 미키 사이먼즈                            | 테런스 설리번   | 앨릭스 케어드    |
| 2001년                    | 애니 해슬램    | —              | 마이클 던포드 | 미키 사이먼즈, 레이브 테저               | 테런스 설리번   | 데이비드 J. 키스 |
| 2009년~                   | 애니 해슬램    | —              | 마이클 던포드 | 레이브 테저, 톰 브리즐린 (→ 제이슨 하트) | 프랭크 파가노   | 데이비드 J. 키스 |